# ウィリアム・ブラッドフォード (画家)

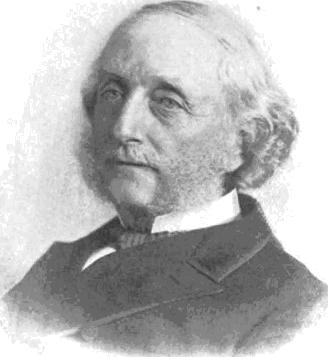
『William Bradford, artist and photographer』

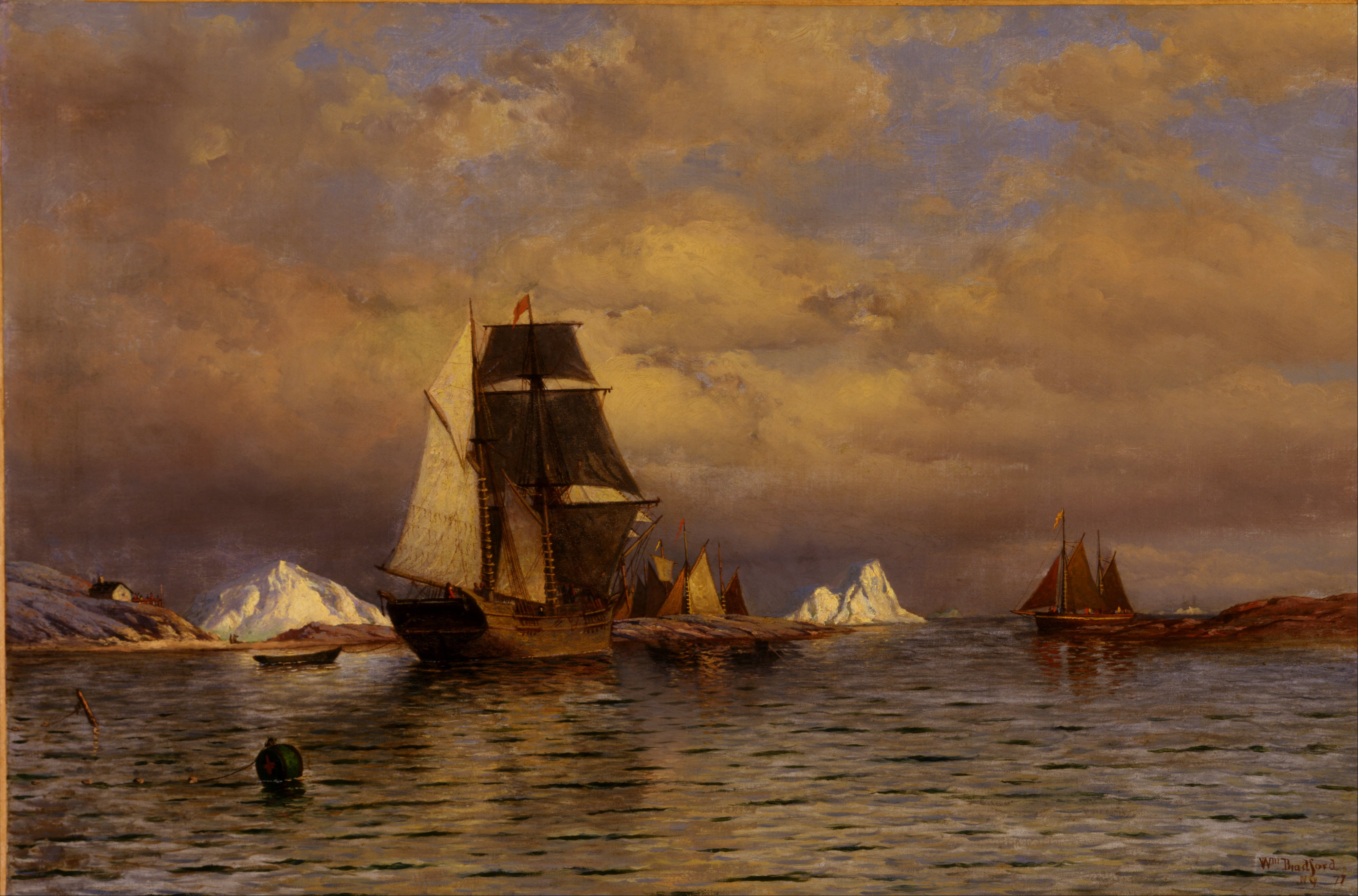
『Looking out of Battle Harbor』、1877年。

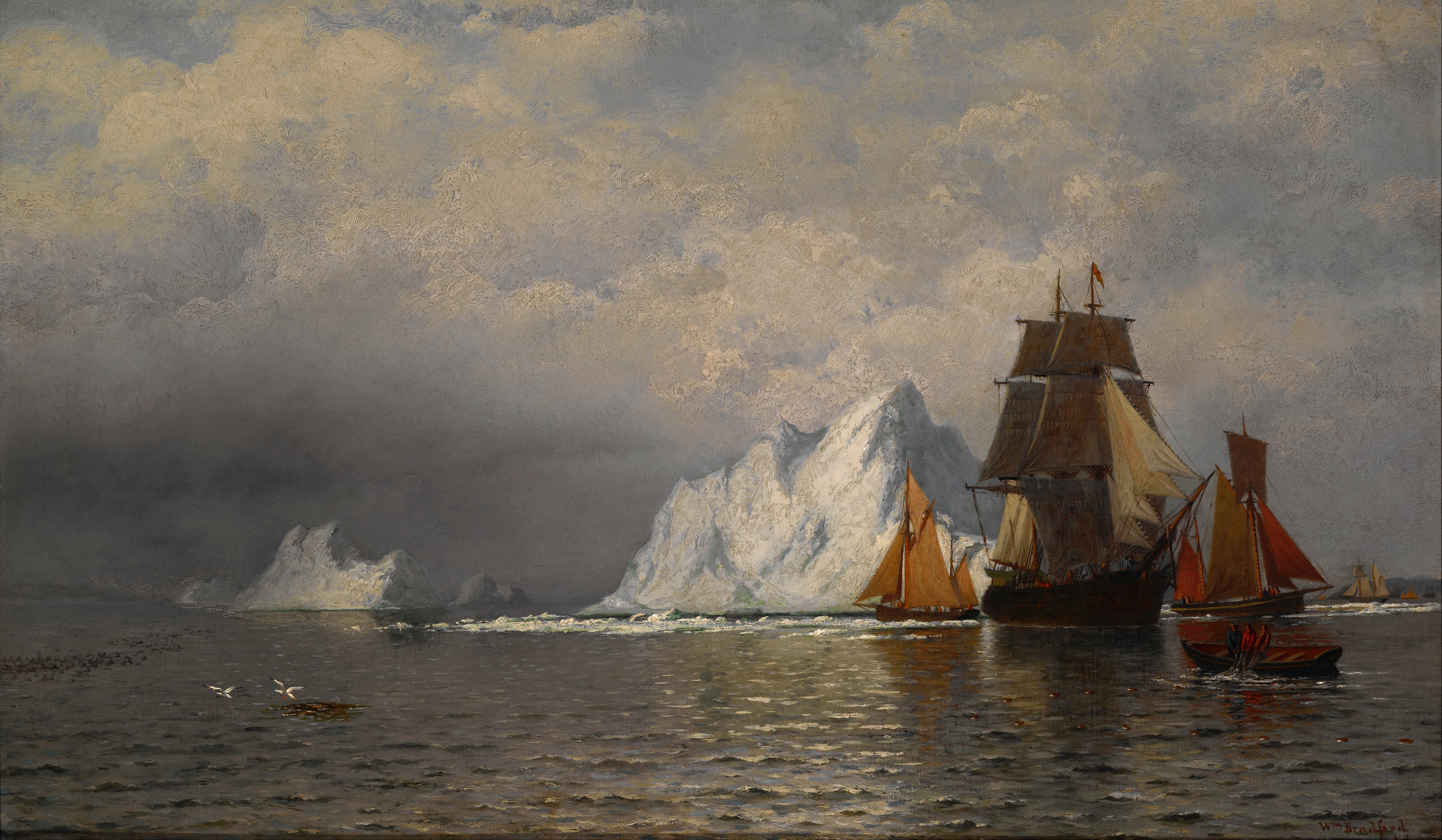
『Whaler And Fishing Vessels Near The Coast Of Labrador』、1880年ころ。

ウィリアム・ブラッドフォード（William Bradford、1823年4月30日 - 1892年4月25日）は、マサチューセッツ州ニューベッドフォードに近いフェアヘイブン出身の、アメリカ合衆国のロマン主義の画家、写真家、探検家。彼の初期の作品は、ニューベッドフォードの波止場に停泊する数多くの船の姿を描いたものであった。1858年。彼が描いた『New Bedford Harbor at Sunset』という作品が、アルバート・ビアスタットが主催したニューベッドフォード美術展 (New Bedford Art Exhibition) に展示された。
ブラッドフォードは特に、北極の環境を背景にして、船を描いた作品で知られていた。ブラッドフォードは、アイザック・イズラエル・ヘイズ博士の北極圏行きにも何度か同行し、アメリカ合衆国の画家としては最初に、北方の氷に閉ざされた世界を描いた。1862年当時、彼はボストンで、チャールズ・ドーマン・ロビンソンに絵を教えていた。
1869年、ルグラン・ロックウッドに資金の提供を受けたブラッドフォードは、写真家ジョン・L・ダンモア (John L. Dunmore) とジョージ・クリッチャーソン (George Critcherson) とともに、汽船「パンサー (Panther)」に乗船して北極圏を目指す旅に出た。その帰路に、ブラッドフォードはロンドンで2年間を過ごし、その間に北方への旅の記録をまとめた『The Arctic regions, illustrated with photographs taken on an art expedition to Greenland; with descriptive narrative by the artist』（1873年）をロンドンで出版した。1874年、ブラッドフォードは、ナショナル・アカデミー・オブ・デザイン（National Academy of Design：ナショナル・アカデミー・ミュージアム・アンド・スクールの前身のひとつ）の準会員 (Associate member) に選出された。
ブラッドフォードは、組織的なものではなく、同様の傾向をもつ画家たちの非公式なグループであったハドソン・リバー派に近い立場にいた。彼はこの一派の技法を取り入れ、特に水に当たる光の表現、それが水面や画面全体の雰囲気に与える効果に関心を寄せた。多くの作品において、彼は構成のバランスを取るために中心的な画題と対比される画題を導入し、画面の周囲に比較的暗色を多く配置して、縁取りをするとともに、中央に置かれたより多く光を当てられた画題を際立たせた。